# 大阪屋
株式会社大阪屋（おおさかや）は、かつて存在した日本の企業。大阪府東大阪市に本社を置き、出版取次（書籍卸売業）を営んでいた。2016年4月1日に大阪屋の権利義務全部を承継して「株式会社大阪屋栗田（OaK出版流通）」（現・楽天ブックスネットワーク）が設立され、大阪屋は解散した。

## 概要
1949年（昭和24年）9月、過度経済力集中排除法（昭和22年法律第207号）で閉鎖指定を受けて業務を停止した日本出版配給株式会社の大阪支店を母体として、大阪市東区瓦町5丁目20番地（当時）にあった日本デモクラシー会館で設立。同年12月に大阪市西区新町の旧日本出版配給大阪支店の建物へ移転し、2014年（平成26年）5月まで本社を置いていた。出版取次としては西日本を中心に大きなシェアを持っていた。出版取次業の全国売上規模で観ると、日本出版販売（日販）、トーハンに次いで全国3位となっていたが、この二大取次との間には4〜5倍の差があった。
一般の書店で本を注文する際に、書籍情報の確認によく使用されている「OPAS」は、「Osakaya Publication Agency System = 大阪屋出版流通システム」の略で、書店向けに提供されている「Web-OPAS」は2002年（平成14年）から運用しているものであった。1995年（平成7年）11月、東大阪市に関西ブックシティという出版流通拠点を設け、2014年（平成26年）5月には当地へ本社を移転した。
インターネット書籍販売の最大手・Amazon.co.jpは、2000年（平成12年）11月の日本市場参入時から大阪屋をメインの調達先（主帳合）としていたが、2008年（平成20年）6月から書籍・コミック・ムックの新刊委託分について主要調達先が日販に変更され、続いて2012年（平成24年）9月には既刊も含めて書籍の主要調達先が日販に変更となった。
2008年（平成20年）6月に業界4位の栗田出版販売と業務提携し、物流の合理化や情報システムの相互利用を行った。2009年（平成21年）11月に共同出資会社の株式会社OKCを設立し、共同で流通センターを立ち上げるなど、縮小傾向が続く出版業界で再編を加速させていた。
2013年（平成25年）5月には経営不振から東京支社の自社ビルを売却。同年6月4日には楽天との資本・業務提携の協議が報じられた。これに伴い、Amazonとの取引が中止されると報じられた。
2014年（平成26年）1月には、本社売却や大規模なリストラを伴う5カ年事業再生計画の骨子を発表し、経営の立て直しを図っていた。その一環として、大阪市西区新町の本社社屋が売却され、本社を東大阪市の関西ブックシティに移転した。
2015年（平成27年）6月、栗田出版販売の経営破綻を受けて出版共同流通との連携による再生支援を表明。同年10月には、栗田出版販売の事業を承継するための子会社・株式会社栗田を設立した。
2016年（平成28年）2月、株式会社栗田が栗田出版販売（旧栗田）の出版物、CD、DVD等の取次事業に関する権利義務の一部を吸収分割で承継。同時に商号を変更して「栗田出版販売株式会社」（新栗田）を設立した。同年4月1日、栗田出版販売（新栗田）を存続会社とする吸収合併により、大阪屋の権利義務全部を承継して「株式会社大阪屋栗田（OaK出版流通）」が設立され、大阪屋は解散した。

## 沿革
- 1949年（昭和24年）
  - 9月6日 - 日本出版配給大阪支店を母体として設立（大阪市東区瓦町、資本金500万円）、東京支店（神田橋）を開設
  - 10月 - 神戸出張所（多聞通）を開設
  - 12月15日 - 旧日本出版配給大阪支店の建物を購入して本社を移転（大阪市西区新町）
- 1950年（昭和25年）
  - 2月 - 資本金を3000万円へ増資
  - 5月 - 東京支店新社屋（飯田橋）が完成
  - 6月 - 京都出張所（上柳町）を開設
  - 12月 - 梅田店売所を開設
- 1951年（昭和26年）6月 - 『大阪屋商報』発刊（1975年（昭和50年）10月に『週刊大阪屋商報』へ改称）
- 1956年（昭和31年）11月 - 東京支店新社屋（九段）が竣工
- 1958年（昭和33年）7月 - 梅田店売所、神戸・京都出張所を営業所に改称
- 1959年（昭和34年）11月 - 東京〜大阪間で国鉄を使用したコンテナ輸送を開始
- 1960年（昭和35年）
  - 3月 - 資本金6000万円へ増資
  - 6月 - 本店東側社屋竣工
- 1962年（昭和37年）11月 - 資本金を1億円へ増資
- 1964年（昭和39年）12月 - 資本金を1億4800万円へ増資
- 1965年（昭和40年）
  - 3月 - 電子計算機「UNIVAC1004型」を導入
  - 11月 - 三島作業所（現・大阪流通センター）を開設
- 1966年（昭和41年）7月 - 大阪屋友の会大阪府支部結成
- 1968年（昭和43年）10月 - 資本金を1億9700万円へ増資
- 1969年（昭和44年）3月 - 大阪屋友の会連合会発足
- 1970年（昭和45年）7月 - 取次各社の出資による出版物共同受品センターが業務開始
- 1971年（昭和46年）3月 - 本店新社屋竣工
- 1972年（昭和47年）
  - 4月 - 広島出張所（皆実町）を開設
  - 8月 - 東京支店新社屋（文京区水道）を開設
- 1975年（昭和50年）12月 - 四国出張所を開設
- 1978年（昭和53年）
  - 3月 - 東洋情報システム（現・TIS）に電算処理をアウトソーシング、OPAS（大阪屋出版流通システム）を開発・稼動
  - 7月 - 出版物共同受品センターを法人化する形で取次5社（大阪屋・協和出版販売・栗田出版販売・中央社・日教販）により出版物共同流通センターを設立
- 1979年（昭和53年）4月 - 神戸営業所を移転し、神戸支店に昇格
- 1982年（昭和57年）11月 - 日本建築学会から「貴重な建物2000棟」の一つに選ばれる
- 1984年（昭和59年）
  - 9月 - 本店を本社に、東京支店を東京支社に改称
  - 12月 - 書店オンラインネットワーク「OPAS-NET」のサービス開始
- 1987年（昭和62年）3月 - 補充スリップのOCR（光学式文字読み取り）を開始
- 1989年（平成元年）10月 - 三島営業所を大阪流通センターに改称、京都・広島・四国各営業所を支店に昇格、東京流通センターを建設・稼働
- 1990年（平成2年）7月 - データベースサーバー型分散情報処理システム「NEW-OPAS」稼働
- 1991年（平成3年）3月 - 広島支店を新社屋（西区商工センター）に移転
- 1992年（平成4年）10月 - 東京支社を東京本部に改称
- 1993年（平成5年）9月16日 - 出版業界VANと接続し、講談社とのオンライン受発注システムを稼働
- 1994年（平成6年）
  - 6月 - OPAS-XAが稼働
  - 7月 - 売上高1000億円を超える
  - 11月 - 大阪流通センターに雑誌返品自動仕分機を設置
- 1995年（平成7年）11月 - 関西ブックシティ（KBC）竣工
- 1996年（平成8年）
  - 5月 - 広島支店に四国支店を統合し、西部支店に改称
  - 10月 - OPAS-XA・KBCシステムが日経コンピュータ主催の情報システム大賞・準グランプリ受賞
- 1997年（平成8年）11月 - 京都支店を新設・移転（伏見区竹田西内畑町）
- 1999年（平成11年）12月 - インターネット書店「本の問屋さん」稼働
- 2000年（平成12年）8月 - 本社内に電子商取引受注センター「iブックシティ（iBC）」を開設
- 2001年（平成13年）
  - 1月 - 新座流通センター（埼玉県新座市）を開設
  - 3月 - 茨木流通センター（大阪府茨木市）を開設
  - 8月 - iBCを活用した新客注システム「OPAS-客注くん」を稼働
- 2002年（平成14年）
  - 4月15日 - 日本出版販売・栗田出版販売・日教販・太洋社と業務提携して出版共同流通を設立
  - 12月 - インターネットを利用した書店向け店舗管理システム「Web-OPAS」を稼働
- 2003年（平成15年）12月 - 富士山マガジンサービスと業務提携、雑誌定期購読システムを稼働
- 2007年（平成19年）
  - 4月 - 大阪屋物流を設立
  - 10月 - 支店機能（神戸・京都）を本社に統合
  - 12月 - 支店機能（西部）を本社に統合
- 2008年（平成20年）
  - 3月 - 東京本部を東京支社に改称
  - 6月 - 大阪屋商事を設立、栗田出版販売と業務提携
  - 12月 - 第三者割当増資を実施し、資本金を4億9700万円へ増資
- 2009年（平成21年）11月 - 栗田出版販売との共同出資会社・株式会社OKCを設立
- 2011年（平成23年）10月 - OKC戸田センターが全面稼働
- 2012年（平成24年）2月 - 東京ブックシティ（TBC）に専門書センターとiブックシティを配置
- 2013年（平成25年）
  - 1月 - リーディングスタイルを設立
  - 5月 - 東京支社を現在地（文京区小石川）へ移転
- 2014年（平成26年）
  - 5月 - 本社機能を関西ブックシティ（東大阪市）に移転[8]
  - 10月 - 「本の問屋さん」会員専用サービス終了[15]
  - 11月 - 持株会社・株式会社OSS（Osakaya Stock Society）を設立して事業会社へ移行、会社分割で大阪屋ロジスティクスを設立[16]
- 2015年（平成27年）10月 - 100%出資会社の株式会社栗田を設立
- 2016年（平成28年）
  - 2月1日 - 株式会社栗田が栗田出版販売（旧栗田）の取次事業を承継して商号を栗田出版販売（新栗田）に変更[11]
  - 3月31日 - 出版共同流通（日本出版販売の子会社）が株式会社OKCの第三者割当増資を引き受け、同社の連結子会社とした[17]。
  - 4月1日 - 栗田出版販売（新栗田）が大阪屋を吸収合併して大阪屋栗田（OaK出版流通、現・楽天ブックスネットワーク）を設立[13]、大阪屋は解散[14]
  - 11月18日 - 株式会社出版物共同流通センターが業務を終了し解散[18]

## 決算
- 新文化通信社 ニュース特集「決算」 大阪屋 による。

| 決算期（期間）                         | 売上高         | 営業利益     | 経常利益     | 当期純利益    |
| -------------------------------------- | -------------- | ------------ | ------------ | ------------- |
| 第69期（2015年4月1日 - 2016年3月31日） | 686億8100万円  | 3200万円     | 2億1800万円  | 1億1300万円   |
| 第68期（2014年4月1日 - 2015年3月31日） | 681億円        | ▲6億8900万円 | ▲7億3800万円 | 22億4000万円  |
| 第67期（2013年4月1日 - 2014年3月31日） | 766億5300万円  | ▲8億1400万円 | ▲8億0300万円 | ▲13億7400万円 |
| 第66期（2012年4月1日 - 2013年3月31日） | 942億5900万円  | ▲3300万円    | ▲6億1900万円 | ▲1億6300万円  |
| 第65期（2011年4月1日 - 2012年3月31日） | 1199億4300万円 | 8億0900万円  | 2億2300万円  | 1億2300万円   |
| 第64期（2010年4月1日 - 2011年3月31日） | 1268億8800万円 | 4億4000万円  | ▲1億2600万円 | ▲1億4300万円  |
| 第63期（2009年4月1日 - 2010年3月31日） | 1257億3900万円 | 5億7800万円  | 2億3300万円  | 1億2700万円   |
| 第62期（2008年4月1日 - 2009年3月31日） | 1281億7000万円 | 7億2600万円  | 4億1000万円  | ▲30億3300万円 |
| 第61期（2007年4月1日 - 2008年3月31日） | 1280億0100万円 | 6億0400万円  | 2億3700万円  | 1億0110万円   |
| 第60期（2006年4月1日 - 2007年3月31日） | 1257億4100万円 | 6億0400万円  | 3億2400万円  | 1億2900万円   |
| 第59期（2005年4月1日 - 2006年3月31日） | 1205億6100万円 | 6億8500万円  | 3億3900万円  | 1億円         |
| 第58期（2004年4月1日 - 2005年3月31日） | 1093億4700万円 | 8億3100万円  | 4億5700万円  | 1億0300万円   |
| 第57期（2003年4月1日 - 2004年3月31日） | 1074億円       | 9億2700万円  | 5億2600万円  | 3億1054万円   |
| 第56期（2002年4月1日 - 2003年3月31日） | 1077億7300万円 | 9億4900万円  | 6億8000万円  | 3億3400万円   |
| 第55期（2001年4月1日 - 2002年3月31日） | 1052億8700万円 | 9億1600万円  | 6億0900万円  | 2億7200万円   |
| 第54期（2000年4月1日 - 2001年3月31日） | 1023億3700万円 |              | 3億9800万円  | 1億2500万円   |

## 旧本社社屋
かつて大阪市西区にあった本社社屋は、歴史的に貴重な建築物として知られた。正面玄関のある建物は、1922年（大正11年）に建設された新町演舞場を改修したもの。かつて遊廓（新町遊廓）として栄えた新町の街並みを知ることのできる貴重なものだったが、2014年（平成26年）4月2日に大和ハウス工業と近鉄不動産に売却され、本社移転と共に解体された。

## 拠点
- 大阪本社（大阪府東大阪市稲田上町）
- 東京支社（東京都文京区小石川）
- 東京ブックシティ（埼玉県ふじみ野市鶴ヶ岡）
- 茨木流通センター（大阪府茨木市野々宮）

## 参考資料
- 大阪屋60年の歩み - ウェイバックマシン（2011年5月13日アーカイブ分）、大阪屋公式サイト